# Collegio elettorale di Napoli (Regno d'Italia)
Il collegio elettorale di Napoli è stato un collegio elettorale uninominale e di lista del Regno d'Italia per l'elezione della Camera dei deputati.

## Storia
Il collegio uninominale venne istituito, insieme ad altri 442, tramite regio decreto 17 dicembre 1860, n. 4513.
Successivamente divenne collegio plurinominale tramite regio decreto 24 settembre 1882, n. 999, in seguito alla riforma che stabilì complessivamente 135 collegi elettorali.
Tornò poi ad essere un collegio uninominale tramite regio decreto 14 giugno 1891, n. 280, in seguito alla riforma che stabilì complessivamente 508 collegi elettorali.
In seguito divenne un collegio con scrutinio di lista con sistema proporzionale tramite regio decreto 10 settembre 1919, n. 1576, in seguito alla riforma che definì 54 collegi elettorali.
Il numero di collegi fu ridotto tramite regio decreto 2 aprile 1921, n. 320, in seguito alla riforma che definì 40 collegi elettorali.
Fu soppresso definitivamente con l'istituzione del collegio unico nazionale tramite regio decreto del 13 dicembre 1923, n. 2694.
| Legislature           | VIII | IX   | X    | XI   | XII  | XIII | XIV  | XV   | XVI  | XVII | XVIII | XIX  | XX   | XXI  | XXII | XXIII | XXIV | XXV  | XXVI | XXVII | XXVIII | XXIX | XXX  |
| --------------------- | ---- | ---- | ---- | ---- | ---- | ---- | ---- | ---- | ---- | ---- | ----- | ---- | ---- | ---- | ---- | ----- | ---- | ---- | ---- | ----- | ------ | ---- | ---- |
| Elezioni              | 1861 | 1865 | 1867 | 1870 | 1874 | 1876 | 1880 | 1882 | 1886 | 1890 | 1892  | 1895 | 1897 | 1900 | 1904 | 1909  | 1913 | 1919 | 1921 | 1924  | 1929   | 1934 | 1939 |
| Deputati nel collegio | 1    | 1    | 1    | 1    | 1    | 1    | 1    | 5    | 5    | 5    | 1     | 1    | 1    | 1    | 1    | 1     | 1    | 17   | 17   |       |        |      |      |
|                       |      |      |      |      |      |      |      |      |      |      |       |      |      |      |      |       |      |      |      |       |        |      |      |
| Totale eletti         | 443  | 493  | 493  | 508  | 508  | 508  | 508  | 508  | 508  | 508  | 508   | 508  | 508  | 508  | 508  | 508   | 508  | 508  | 535  | 535   | 400    | 400  |      |
| Numero collegi        | 443  | 493  | 493  | 508  | 508  | 508  | 508  | 135  | 135  | 135  | 508   | 508  | 508  | 508  | 508  | 508   | 508  | 54   | 40   | 15    | 1      | 1    |      |

## Territorio
Nel 1919 Napoli divenne capoluogo del collegio comprendente l'intera provincia; nel 1921 l'estensione del collegio rimase inalterata.

## Dati elettorali
Nel collegio si svolsero elezioni per diciannove legislature.

### VIII legislatura
Le votazioni si svolsero in 443 collegi uninominali a doppio turno. Come previsto dalla legge elettorale del 17 dicembre 1860, era eletto al primo turno il candidato che «riunisce in suo favore più del terzo dei voti del total numero dei membri componenti il collegio e più della metà dei suffragi dati dai votanti presenti all'adunanza» (art. 91). Se nessun candidato era eletto, al ballottaggio tra i due candidati con più voti era eletto chi otteneva il maggior numero di voti (art. 92) o, in caso di ugual numero di voti, il maggiore d'età (art. 93).
| Partito                            | Partito                            | Candidato                          | Risultati 27 gennaio 1861 | Risultati 27 gennaio 1861 |
| Partito                            | Partito                            | Candidato                          | Voti                      | %                         |
| ---------------------------------- | ---------------------------------- | ---------------------------------- | ------------------------- | ------------------------- |
|                                    | —                                  | Giuseppe Garibaldi                 | 316                       | 90,03                     |
|                                    | —                                  | Amilcare Anguissola                | 35                        | 9,97                      |
|                                    |                                    |                                    |                           |                           |
| Iscritti                           | Iscritti                           | Iscritti                           | 873                       | 100,00                    |
| ↳ Votanti (% su iscritti)          | ↳ Votanti (% su iscritti)          | ↳ Votanti (% su iscritti)          | 452                       | 51,78                     |
| ↳ Voti validi (% su votanti)       | ↳ Voti validi (% su votanti)       | ↳ Voti validi (% su votanti)       | 351                       | 77,65                     |
| ↳ Schede non valide (% su votanti) | ↳ Schede non valide (% su votanti) | ↳ Schede non valide (% su votanti) | 101                       | 22,35                     |
| ↳ Astenuti (% su iscritti)         | ↳ Astenuti (% su iscritti)         | ↳ Astenuti (% su iscritti)         | 421                       | 48,22                     |

L'onorevole Garibaldi si dimise da deputato il 7 gennaio 1864 e fu indetta un'elezione suppletiva per il 24 gennaio 1864.
| Partito                            | Partito                            | Candidato                          | Primo turno 24 gennaio 1864 | Primo turno 24 gennaio 1864 | Ballottaggio 31 gennaio 1864 | Ballottaggio 31 gennaio 1864 |
| Partito                            | Partito                            | Candidato                          | Voti                        | %                           | Voti                         | %                            |
| ---------------------------------- | ---------------------------------- | ---------------------------------- | --------------------------- | --------------------------- | ---------------------------- | ---------------------------- |
|                                    | —                                  | Giuseppe Garibaldi                 | 231                         | 74,04                       | 281                          | 93,05                        |
|                                    | —                                  | Giuseppe Colonna                   | 81                          | 25,96                       | 21                           | 6,95                         |
|                                    |                                    |                                    |                             |                             |                              |                              |
| Iscritti                           | Iscritti                           | Iscritti                           | 883                         | 100,00                      | 883                          | 100,00                       |
| ↳ Votanti (% su iscritti)          | ↳ Votanti (% su iscritti)          | ↳ Votanti (% su iscritti)          | 321                         | 36,35                       | 309                          | 34,99                        |
| ↳ Voti validi (% su votanti)       | ↳ Voti validi (% su votanti)       | ↳ Voti validi (% su votanti)       | 312                         | 97,20                       | 302                          | 97,73                        |
| ↳ Schede non valide (% su votanti) | ↳ Schede non valide (% su votanti) | ↳ Schede non valide (% su votanti) | 9                           | 2,80                        | 7                            | 2,27                         |
| ↳ Astenuti (% su iscritti)         | ↳ Astenuti (% su iscritti)         | ↳ Astenuti (% su iscritti)         | 562                         | 63,65                       | 574                          | 65,01                        |

L'onorevole Garibaldi in seguito a sorteggio rimase deputato di Corleto Perticara il 9 marzo 1864. Fu indetta un'elezione suppletiva per il 10 aprile 1864
| Partito                            | Partito                            | Candidato                          | Primo turno 10 aprile 1864 | Primo turno 10 aprile 1864 | Ballottaggio 17 aprile 1864 | Ballottaggio 17 aprile 1864 |
| Partito                            | Partito                            | Candidato                          | Voti                       | %                          | Voti                        | %                           |
| ---------------------------------- | ---------------------------------- | ---------------------------------- | -------------------------- | -------------------------- | --------------------------- | --------------------------- |
|                                    | —                                  | Benedetto Cairoli                  | 119                        | 31,23                      | 313                         | 57,64                       |
|                                    | —                                  | Giuseppe Colonna                   | 141                        | 37,01                      | 230                         | 42,36                       |
|                                    | —                                  | Francesco Paolo Ruggiero           | 67                         | 17,59                      |                             |                             |
|                                    | —                                  | Carlo Aveta                        | 54                         | 14,17                      |                             |                             |
|                                    |                                    |                                    |                            |                            |                             |                             |
| Iscritti                           | Iscritti                           | Iscritti                           | 1 207                      | 100,00                     | 1 207                       | 100,00                      |
| ↳ Votanti (% su iscritti)          | ↳ Votanti (% su iscritti)          | ↳ Votanti (% su iscritti)          | 473                        | 39,19                      | 573                         | 47,47                       |
| ↳ Voti validi (% su votanti)       | ↳ Voti validi (% su votanti)       | ↳ Voti validi (% su votanti)       | 381                        | 80,55                      | 543                         | 94,76                       |
| ↳ Schede non valide (% su votanti) | ↳ Schede non valide (% su votanti) | ↳ Schede non valide (% su votanti) | 92                         | 19,45                      | 30                          | 5,24                        |
| ↳ Astenuti (% su iscritti)         | ↳ Astenuti (% su iscritti)         | ↳ Astenuti (% su iscritti)         | 734                        | 60,81                      | 634                         | 52,53                       |

### IX legislatura
Le votazioni si svolsero in 493 collegi uninominali a doppio turno con la stessa normativa precedente (al primo turno un numero di voti maggiore di un terzo degli iscritti al voto).
| Partito                            | Partito                            | Candidato                          | Primo turno 22 ottobre 1865 | Primo turno 22 ottobre 1865 | Ballottaggio 29 ottobre 1865 | Ballottaggio 29 ottobre 1865 |
| Partito                            | Partito                            | Candidato                          | Voti                        | %                           | Voti                         | %                            |
| ---------------------------------- | ---------------------------------- | ---------------------------------- | --------------------------- | --------------------------- | ---------------------------- | ---------------------------- |
|                                    | —                                  | Giuseppe Garibaldi                 | 385                         | 84,25                       | 405                          | 80,04                        |
|                                    | —                                  | Francesco Paolo Ruggiero           | 72                          | 15,75                       | 101                          | 19,96                        |
|                                    |                                    |                                    |                             |                             |                              |                              |
| Iscritti                           | Iscritti                           | Iscritti                           | 1 727                       | 100,00                      | 1 727                        | 100,00                       |
| ↳ Votanti (% su iscritti)          | ↳ Votanti (% su iscritti)          | ↳ Votanti (% su iscritti)          | 497                         | 28,78                       | 512                          | 29,65                        |
| ↳ Voti validi (% su votanti)       | ↳ Voti validi (% su votanti)       | ↳ Voti validi (% su votanti)       | 457                         | 91,95                       | 506                          | 98,83                        |
| ↳ Schede non valide (% su votanti) | ↳ Schede non valide (% su votanti) | ↳ Schede non valide (% su votanti) | 40                          | 8,05                        | 6                            | 1,17                         |
| ↳ Astenuti (% su iscritti)         | ↳ Astenuti (% su iscritti)         | ↳ Astenuti (% su iscritti)         | 1 230                       | 71,22                       | 1 215                        | 70,35                        |

L'onorevole Garibaldi optò per il collegio di Andria il 23 dicembre 1865. Fu indetta un'elezione suppletiva per il 21 gennaio 1866.
| Partito                            | Partito                            | Candidato                          | Primo turno 21 gennaio 1866 | Primo turno 21 gennaio 1866 | Ballottaggio 28 gennaio 1866 | Ballottaggio 28 gennaio 1866 |
| Partito                            | Partito                            | Candidato                          | Voti                        | %                           | Voti                         | %                            |
| ---------------------------------- | ---------------------------------- | ---------------------------------- | --------------------------- | --------------------------- | ---------------------------- | ---------------------------- |
|                                    | —                                  | Giuseppe Avezzana                  | 120                         | 29,34                       | 229                          | 53,26                        |
|                                    | —                                  | Vincenzo Cuciniello                | 123                         | 30,07                       | 201                          | 46,74                        |
|                                    | —                                  | Francesco Paolo Ruggiero           | 114                         | 27,87                       |                              |                              |
|                                    | —                                  | Enrico Cosenz                      | 52                          | 12,71                       |                              |                              |
|                                    |                                    |                                    |                             |                             |                              |                              |
| Iscritti                           | Iscritti                           | Iscritti                           | 1 719                       | 100,00                      | 1 719                        | 100,00                       |
| ↳ Votanti (% su iscritti)          | ↳ Votanti (% su iscritti)          | ↳ Votanti (% su iscritti)          | 420                         | 24,43                       | 434                          | 25,25                        |
| ↳ Voti validi (% su votanti)       | ↳ Voti validi (% su votanti)       | ↳ Voti validi (% su votanti)       | 409                         | 97,38                       | 430                          | 99,08                        |
| ↳ Schede non valide (% su votanti) | ↳ Schede non valide (% su votanti) | ↳ Schede non valide (% su votanti) | 11                          | 2,62                        | 4                            | 0,92                         |
| ↳ Astenuti (% su iscritti)         | ↳ Astenuti (% su iscritti)         | ↳ Astenuti (% su iscritti)         | 1 299                       | 75,57                       | 1 285                        | 74,75                        |

### X legislatura
Le votazioni si svolsero in 493 collegi uninominali a doppio turno con la stessa normativa precedente (al primo turno un numero di voti maggiore di un terzo degli iscritti al voto).
| Partito                            | Partito                            | Candidato                          | Primo turno 10 marzo 1867 | Primo turno 10 marzo 1867 | Ballottaggio 17 marzo 1867 | Ballottaggio 17 marzo 1867 |
| Partito                            | Partito                            | Candidato                          | Voti                      | %                         | Voti                       | %                          |
| ---------------------------------- | ---------------------------------- | ---------------------------------- | ------------------------- | ------------------------- | -------------------------- | -------------------------- |
|                                    | —                                  | Francesco Paolo Ruggiero           | 334                       | 53,44                     | 376                        | 52,29                      |
|                                    | —                                  | Giuseppe Avezzana                  | 291                       | 46,56                     | 343                        | 47,71                      |
|                                    |                                    |                                    |                           |                           |                            |                            |
| Iscritti                           | Iscritti                           | Iscritti                           | 1 454                     | 100,00                    | 1 454                      | 100,00                     |
| ↳ Votanti (% su iscritti)          | ↳ Votanti (% su iscritti)          | ↳ Votanti (% su iscritti)          | 650                       | 44,70                     | 726                        | 49,93                      |
| ↳ Voti validi (% su votanti)       | ↳ Voti validi (% su votanti)       | ↳ Voti validi (% su votanti)       | 625                       | 96,15                     | 719                        | 99,04                      |
| ↳ Schede non valide (% su votanti) | ↳ Schede non valide (% su votanti) | ↳ Schede non valide (% su votanti) | 25                        | 3,85                      | 7                          | 0,96                       |
| ↳ Astenuti (% su iscritti)         | ↳ Astenuti (% su iscritti)         | ↳ Astenuti (% su iscritti)         | 804                       | 55,30                     | 728                        | 50,07                      |

Fu annullata l'elezione il 30 marzo 1867 perché furono ammessi a votare vari elettori senza il certificato elettorale. La Camera deliberò inoltre la trasmissione degli atti al ministro di grazia e giustizia perché procedesse, ove del caso, contro i colpevoli. Fu indetta un'elezione suppletiva per il 5 maggio 1867,
| Partito                            | Partito                            | Candidato                          | Primo turno 5 maggio1867 | Primo turno 5 maggio1867 | Ballottaggio 12 maggio 1867 | Ballottaggio 12 maggio 1867 |
| Partito                            | Partito                            | Candidato                          | Voti                     | %                        | Voti                        | %                           |
| ---------------------------------- | ---------------------------------- | ---------------------------------- | ------------------------ | ------------------------ | --------------------------- | --------------------------- |
|                                    | —                                  | Francesco Paolo Ruggiero           | 197                      | 51,04                    | 234                         | 51,32                       |
|                                    | —                                  | Giuseppe Avezzana                  | 189                      | 48,96                    | 222                         | 48,68                       |
|                                    |                                    |                                    |                          |                          |                             |                             |
| Iscritti                           | Iscritti                           | Iscritti                           | 1 454                    | 100,00                   | 1 454                       | 100,00                      |
| ↳ Votanti (% su iscritti)          | ↳ Votanti (% su iscritti)          | ↳ Votanti (% su iscritti)          | 390                      | 26,82                    | 458                         | 31,50                       |
| ↳ Voti validi (% su votanti)       | ↳ Voti validi (% su votanti)       | ↳ Voti validi (% su votanti)       | 386                      | 98,97                    | 456                         | 99,56                       |
| ↳ Schede non valide (% su votanti) | ↳ Schede non valide (% su votanti) | ↳ Schede non valide (% su votanti) | 4                        | 1,03                     | 2                           | 0,44                        |
| ↳ Astenuti (% su iscritti)         | ↳ Astenuti (% su iscritti)         | ↳ Astenuti (% su iscritti)         | 1 064                    | 73,18                    | 996                         | 68,50                       |

### XI legislatura
Le votazioni si svolsero in 508 collegi uninominali a doppio turno con la normativa del 1860 (al primo turno un numero di voti maggiore di un terzo degli iscritti al voto).
| Partito                            | Partito                            | Candidato                          | Primo turno 20 novembre 1870 | Primo turno 20 novembre 1870 | Ballottaggio 27 novembre 1870 | Ballottaggio 27 novembre 1870 |
| Partito                            | Partito                            | Candidato                          | Voti                         | %                            | Voti                          | %                             |
| ---------------------------------- | ---------------------------------- | ---------------------------------- | ---------------------------- | ---------------------------- | ----------------------------- | ----------------------------- |
|                                    | —                                  | Mariano Englen                     | 248                          | 46,10                        | 402                           | 62,13                         |
|                                    | —                                  | Guglielmo Capitelli                | 191                          | 35,50                        | 245                           | 37,87                         |
|                                    | —                                  | Rodrigo Nolli                      | 99                           | 18,40                        |                               |                               |
|                                    |                                    |                                    |                              |                              |                               |                               |
| Iscritti                           | Iscritti                           | Iscritti                           | 1 600                        | 100,00                       | 1 600                         | 100,00                        |
| ↳ Votanti (% su iscritti)          | ↳ Votanti (% su iscritti)          | ↳ Votanti (% su iscritti)          | 573                          | 35,81                        | 884                           | 55,25                         |
| ↳ Voti validi (% su votanti)       | ↳ Voti validi (% su votanti)       | ↳ Voti validi (% su votanti)       | 538                          | 93,89                        | 647                           | 73,19                         |
| ↳ Schede non valide (% su votanti) | ↳ Schede non valide (% su votanti) | ↳ Schede non valide (% su votanti) | 35                           | 6,11                         | 237                           | 26,81                         |
| ↳ Astenuti (% su iscritti)         | ↳ Astenuti (% su iscritti)         | ↳ Astenuti (% su iscritti)         | 1 027                        | 64,19                        | 716                           | 44,75                         |

### XII legislatura
Le votazioni si svolsero in 508 collegi uninominali a doppio turno con la normativa del 1860 (al primo turno un numero di voti maggiore di un terzo degli iscritti al voto).
| Partito                            | Partito                            | Candidato                          | Primo turno 8 novembre 1874 | Primo turno 8 novembre 1874 | Ballottaggio 15 novembre 1874 | Ballottaggio 15 novembre 1874 |
| Partito                            | Partito                            | Candidato                          | Voti                        | %                           | Voti                          | %                             |
| ---------------------------------- | ---------------------------------- | ---------------------------------- | --------------------------- | --------------------------- | ----------------------------- | ----------------------------- |
|                                    | —                                  | Mariano Englen                     | 291                         | 59,03                       | 364                           | 61,90                         |
|                                    | —                                  | Giacomo Savarese                   | 202                         | 40,97                       | 224                           | 38,10                         |
|                                    |                                    |                                    |                             |                             |                               |                               |
| Iscritti                           | Iscritti                           | Iscritti                           | 1 975                       | 100,00                      | 1 975                         | 100,00                        |
| ↳ Votanti (% su iscritti)          | ↳ Votanti (% su iscritti)          | ↳ Votanti (% su iscritti)          | 508                         | 25,72                       | 593                           | 30,03                         |
| ↳ Voti validi (% su votanti)       | ↳ Voti validi (% su votanti)       | ↳ Voti validi (% su votanti)       | 493                         | 97,05                       | 588                           | 99,16                         |
| ↳ Schede non valide (% su votanti) | ↳ Schede non valide (% su votanti) | ↳ Schede non valide (% su votanti) | 15                          | 2,95                        | 5                             | 0,84                          |
| ↳ Astenuti (% su iscritti)         | ↳ Astenuti (% su iscritti)         | ↳ Astenuti (% su iscritti)         | 1 467                       | 74,28                       | 1 382                         | 69,97                         |

### XIII legislatura
Le votazioni si svolsero in 508 collegi uninominali a doppio turno con la normativa del 1860 (al primo turno un numero di voti maggiore di un terzo degli iscritti al voto).
| Partito                            | Partito                            | Candidato                          | Primo turno 5 novembre 1876 | Primo turno 5 novembre 1876 | Ballottaggio 12 novembre 1876 | Ballottaggio 12 novembre 1876 |
| Partito                            | Partito                            | Candidato                          | Voti                        | %                           | Voti                          | %                             |
| ---------------------------------- | ---------------------------------- | ---------------------------------- | --------------------------- | --------------------------- | ----------------------------- | ----------------------------- |
|                                    | —                                  | Mariano Englen                     | 532                         | 60,73                       | 645                           | 80,02                         |
|                                    | —                                  | Giuseppe Visco                     | 144                         | 16,44                       | 161                           | 19,98                         |
|                                    | —                                  | Achille Torelli                    | 102                         | 11,64                       |                               |                               |
|                                    | —                                  | Roberto Barracco                   | 98                          | 11,19                       |                               |                               |
|                                    |                                    |                                    |                             |                             |                               |                               |
| Iscritti                           | Iscritti                           | Iscritti                           | 2 113                       | 100,00                      | 2 113                         | 100,00                        |
| ↳ Votanti (% su iscritti)          | ↳ Votanti (% su iscritti)          | ↳ Votanti (% su iscritti)          | 895                         | 42,36                       | 818                           | 38,71                         |
| ↳ Voti validi (% su votanti)       | ↳ Voti validi (% su votanti)       | ↳ Voti validi (% su votanti)       | 876                         | 97,88                       | 806                           | 98,53                         |
| ↳ Schede non valide (% su votanti) | ↳ Schede non valide (% su votanti) | ↳ Schede non valide (% su votanti) | 19                          | 2,12                        | 12                            | 1,47                          |
| ↳ Astenuti (% su iscritti)         | ↳ Astenuti (% su iscritti)         | ↳ Astenuti (% su iscritti)         | 1 218                       | 57,64                       | 1 295                         | 61,29                         |

### XIV legislatura
Le votazioni si svolsero in 508 collegi uninominali a doppio turno con la normativa del 1860 (al primo turno un numero di voti maggiore di un terzo degli iscritti al voto).
| Partito                            | Partito                            | Candidato                          | Primo turno 16 maggio 1880 | Primo turno 16 maggio 1880 | Ballottaggio 23 maggio 1880 | Ballottaggio 23 maggio 1880 |
| Partito                            | Partito                            | Candidato                          | Voti                       | %                          | Voti                        | %                           |
| ---------------------------------- | ---------------------------------- | ---------------------------------- | -------------------------- | -------------------------- | --------------------------- | --------------------------- |
|                                    | —                                  | Mariano Englano                    | 459                        | 57,66                      | 569                         | 65,25                       |
|                                    | —                                  | Guglielmo Capitelli                | 206                        | 25,88                      | 303                         | 34,75                       |
|                                    | —                                  | Luigi Consalvo                     | 131                        | 16,46                      |                             |                             |
|                                    |                                    |                                    |                            |                            |                             |                             |
| Iscritti                           | Iscritti                           | Iscritti                           | 1 997                      | 100,00                     | 1 997                       | 100,00                      |
| ↳ Votanti (% su iscritti)          | ↳ Votanti (% su iscritti)          | ↳ Votanti (% su iscritti)          | 826                        | 41,36                      | 884                         | 44,27                       |
| ↳ Voti validi (% su votanti)       | ↳ Voti validi (% su votanti)       | ↳ Voti validi (% su votanti)       | 796                        | 96,37                      | 872                         | 98,64                       |
| ↳ Schede non valide (% su votanti) | ↳ Schede non valide (% su votanti) | ↳ Schede non valide (% su votanti) | 30                         | 3,63                       | 12                          | 1,36                        |
| ↳ Astenuti (% su iscritti)         | ↳ Astenuti (% su iscritti)         | ↳ Astenuti (% su iscritti)         | 1 171                      | 58,64                      | 1 113                       | 55,73                       |

L'onorevole Englen morì il 5 agosto 1880 e fu indetta un'elezione suppletiva per il 5 settembre 1880.
| Partito                            | Partito                            | Candidato                          | Primo turno 5 settembre 1880 | Primo turno 5 settembre 1880 | Ballottaggio 12 settembre 1880 | Ballottaggio 12 settembre 1880 |
| Partito                            | Partito                            | Candidato                          | Voti                         | %                            | Voti                           | %                              |
| ---------------------------------- | ---------------------------------- | ---------------------------------- | ---------------------------- | ---------------------------- | ------------------------------ | ------------------------------ |
|                                    | —                                  | Luigi Consalvo                     | 293                          | 40,14                        | 521                            | 61,08                          |
|                                    | —                                  | Emilio Giampietro                  | 181                          | 24,79                        | 332                            | 38,92                          |
|                                    | —                                  | Giuseppe Visco                     | 180                          | 24,66                        |                                |                                |
|                                    | —                                  | Matteo Renato Imbriani             | 76                           | 10,41                        |                                |                                |
|                                    |                                    |                                    |                              |                              |                                |                                |
| Iscritti                           | Iscritti                           | Iscritti                           | 1 847                        | 100,00                       | 1 847                          | 100,00                         |
| ↳ Votanti (% su iscritti)          | ↳ Votanti (% su iscritti)          | ↳ Votanti (% su iscritti)          | 769                          | 41,64                        | 885                            | 47,92                          |
| ↳ Voti validi (% su votanti)       | ↳ Voti validi (% su votanti)       | ↳ Voti validi (% su votanti)       | 730                          | 94,93                        | 853                            | 96,38                          |
| ↳ Schede non valide (% su votanti) | ↳ Schede non valide (% su votanti) | ↳ Schede non valide (% su votanti) | 39                           | 5,07                         | 32                             | 3,62                           |
| ↳ Astenuti (% su iscritti)         | ↳ Astenuti (% su iscritti)         | ↳ Astenuti (% su iscritti)         | 1 078                        | 58,36                        | 962                            | 52,08                          |

Fu annullata l'elezione l'8 dicembre 1880 perché  era completo il numero dei deputati impiegati. Fu indetta un'elezione suppletiva per il 9 gennaio 1881
| Partito                            | Partito                            | Candidato                          | Primo turno 9 gennaio 1881 | Primo turno 9 gennaio 1881 | Ballottaggio 16 gennaio 1881 | Ballottaggio 16 gennaio 1881 |
| Partito                            | Partito                            | Candidato                          | Voti                       | %                          | Voti                         | %                            |
| ---------------------------------- | ---------------------------------- | ---------------------------------- | -------------------------- | -------------------------- | ---------------------------- | ---------------------------- |
|                                    | —                                  | Gioacchino Di Belmonte             | 281                        | 29,33                      | 621                          | 61,49                        |
|                                    | —                                  | Antonino Giusso dei Galdo          | 210                        | 21,92                      | 389                          | 38,51                        |
|                                    | —                                  | Giuseppe Visco                     | 193                        | 20,15                      |                              |                              |
|                                    | —                                  | Achille Torelli                    | 142                        | 14,82                      |                              |                              |
|                                    | —                                  | Vincenzo Cuciniello                | 132                        | 13,78                      |                              |                              |
|                                    |                                    |                                    |                            |                            |                              |                              |
| Iscritti                           | Iscritti                           | Iscritti                           | 1 901                      | 100,00                     | 1 901                        | 100,00                       |
| ↳ Votanti (% su iscritti)          | ↳ Votanti (% su iscritti)          | ↳ Votanti (% su iscritti)          | 983                        | 51,71                      | 1 028                        | 54,08                        |
| ↳ Voti validi (% su votanti)       | ↳ Voti validi (% su votanti)       | ↳ Voti validi (% su votanti)       | 958                        | 97,46                      | 1 010                        | 98,25                        |
| ↳ Schede non valide (% su votanti) | ↳ Schede non valide (% su votanti) | ↳ Schede non valide (% su votanti) | 25                         | 2,54                       | 18                           | 1,75                         |
| ↳ Astenuti (% su iscritti)         | ↳ Astenuti (% su iscritti)         | ↳ Astenuti (% su iscritti)         | 918                        | 48,29                      | 873                          | 45,92                        |

### XV legislatura
Le votazioni si svolsero in 135 collegi plurinominali a doppio turno. Come previsto dalla legge elettorale politica del 24 settembre 1882, erano eletti al primo turno i candidati che «hanno ottenuto il maggior numero di voti, purché questo numero oltrepassi l'ottavo del numero degli elettori iscritti» (art. 74) secondo il numero di deputati previsto per il collegio; se il numero di eletti era inferiore al numero di deputati, il ballottaggio era tra i non eletti (in numero doppio rispetto ai deputati ancora da eleggere) che avevano il maggior numero di voti (art. 75) ed era eletto chi otteneva il maggior numero di voti nella seconda votazione (art. 77) oppure, in caso di ugual numero di voti, il maggiore d'età (art. 78).
| Partito                    | Partito                    | Candidato                  | Risultati 29 ottobre 1882 | Risultati 29 ottobre 1882 |
| Partito                    | Partito                    | Candidato                  | Voti                      | %                         |
| -------------------------- | -------------------------- | -------------------------- | ------------------------- | ------------------------- |
|                            | —                          | Rocco De Zerbi             | 4 306                     | 52,98                     |
|                            | —                          | Errico Ungaro              | 4 071                     | 50,09                     |
|                            | —                          | Gioacchino Di Belmonte     | 3 647                     | 44,87                     |
|                            | —                          | Pasquale Billi             | 3 511                     | 43,20                     |
|                            | —                          | Giovanni Nicotera          | 3 428                     | 42,18                     |
|                            | —                          | Achille Olivieri           | 2 699                     | 33,21                     |
|                            | —                          | Carlo Turi                 | 2 680                     | 32,97                     |
|                            | —                          | Antonio Morano             | 2 131                     | 26,22                     |
|                            | —                          | Luigi Leone                | 1 473                     | 18,12                     |
|                            | —                          | Carlo Cigliano             | 1 078                     | 13,26                     |
|                            | —                          | Roberto Sangiovanni        | 267                       | 3,28                      |
|                            |                            |                            |                           |                           |
| Iscritti                   | Iscritti                   | Iscritti                   | 17 133                    | 100,00                    |
| ↳ Votanti (% su iscritti)  | ↳ Votanti (% su iscritti)  | ↳ Votanti (% su iscritti)  | 8 128                     | 47,44                     |
| ↳ Astenuti (% su iscritti) | ↳ Astenuti (% su iscritti) | ↳ Astenuti (% su iscritti) | 9 005                     | 52,56                     |

L'onorevole Nicotera il 9 dicembre 1882 optò per il collegio di Salerno I e fu indetta un'elezione suppletiva per il 7 gennaio 1883.
| Partito                            | Partito                            | Candidato                          | Risultati 7 gennaio 1883 | Risultati 7 gennaio 1883 |
| Partito                            | Partito                            | Candidato                          | Voti                     | %                        |
| ---------------------------------- | ---------------------------------- | ---------------------------------- | ------------------------ | ------------------------ |
|                                    | —                                  | Enrico Dini                        | 2 683                    | 35,85                    |
|                                    | —                                  | Nicola Amore                       | 2 518                    | 33,65                    |
|                                    | —                                  | Raffaele Tajani                    | 2 282                    | 30,50                    |
|                                    |                                    |                                    |                          |                          |
| Iscritti                           | Iscritti                           | Iscritti                           | 17 478                   | 100,00                   |
| ↳ Votanti (% su iscritti)          | ↳ Votanti (% su iscritti)          | ↳ Votanti (% su iscritti)          | 7 754                    | 44,36                    |
| ↳ Voti validi (% su votanti)       | ↳ Voti validi (% su votanti)       | ↳ Voti validi (% su votanti)       | 7 483                    | 96,51                    |
| ↳ Schede non valide (% su votanti) | ↳ Schede non valide (% su votanti) | ↳ Schede non valide (% su votanti) | 271                      | 3,49                     |
| ↳ Astenuti (% su iscritti)         | ↳ Astenuti (% su iscritti)         | ↳ Astenuti (% su iscritti)         | 9 724                    | 55,64                    |

### XVI legislatura
Le votazioni si svolsero in 135 collegi plurinominali a doppio turno con la normativa del 1882 (al primo turno un numero di voti maggiore di un ottavo degli iscritti al voto).
| Partito                    | Partito                    | Candidato                  | Risultati 23 maggio 1886 | Risultati 23 maggio 1886 |
| Partito                    | Partito                    | Candidato                  | Voti                     | %                        |
| -------------------------- | -------------------------- | -------------------------- | ------------------------ | ------------------------ |
|                            | —                          | Girolamo Giusso            | 6 708                    | 64,98                    |
|                            | —                          | Pasquale Billi             | 4 854                    | 47,02                    |
|                            | —                          | Carlo Turi                 | 4 222                    | 40,90                    |
|                            | —                          | Errico Ungaro              | 3 721                    | 36,05                    |
|                            | —                          | Rocco De Zerbi             | 3 718                    | 36,02                    |
|                            | —                          | Gioacchino Di Belmonte     | 3 351                    | 32,46                    |
|                            | —                          | Enrico Dini                | 3 060                    | 29,64                    |
|                            | —                          | Michele Mazzella           | 2 053                    | 19,89                    |
|                            | —                          | Giovanni Mea               | 1 807                    | 17,50                    |
|                            | —                          | Vincenzo Cosenza           | 1 280                    | 12,40                    |
|                            |                            |                            |                          |                          |
| Iscritti                   | Iscritti                   | Iscritti                   | 18 959                   | 100,00                   |
| ↳ Votanti (% su iscritti)  | ↳ Votanti (% su iscritti)  | ↳ Votanti (% su iscritti)  | 10 323                   | 54,45                    |
| ↳ Astenuti (% su iscritti) | ↳ Astenuti (% su iscritti) | ↳ Astenuti (% su iscritti) | 8 636                    | 45,55                    |

L'onorevole De Zerbi il 18 giugno 1886 optò per il collegio di Reggio Calabria e fu indetta un'elezione suppletiva per l'11 luglio 1886.
| Partito                            | Partito                            | Candidato                          | Risultati 11 luglio 1886 | Risultati 11 luglio 1886 |
| Partito                            | Partito                            | Candidato                          | Voti                     | %                        |
| ---------------------------------- | ---------------------------------- | ---------------------------------- | ------------------------ | ------------------------ |
|                                    | —                                  | Gioacchino Di Belmonte             | 4 184                    | 59,65                    |
|                                    | —                                  | Paolo Martinelli                   | 2 830                    | 40,35                    |
|                                    |                                    |                                    |                          |                          |
| Iscritti                           | Iscritti                           | Iscritti                           | 19 618                   | 100,00                   |
| ↳ Votanti (% su iscritti)          | ↳ Votanti (% su iscritti)          | ↳ Votanti (% su iscritti)          | 7 334                    | 37,38                    |
| ↳ Voti validi (% su votanti)       | ↳ Voti validi (% su votanti)       | ↳ Voti validi (% su votanti)       | 7 014                    | 95,64                    |
| ↳ Schede non valide (% su votanti) | ↳ Schede non valide (% su votanti) | ↳ Schede non valide (% su votanti) | 320                      | 4,36                     |
| ↳ Astenuti (% su iscritti)         | ↳ Astenuti (% su iscritti)         | ↳ Astenuti (% su iscritti)         | 12 284                   | 62,62                    |

L'onorevole Gioacchino Di Belmonte si dimise da deputato il 30 giugno 1889 e fu indetta un'elezione suppletiva per il 28 luglio 1889.
| Partito                            | Partito                            | Candidato                          | Risultati 28 luglio 1889 | Risultati 28 luglio 1889 |
| Partito                            | Partito                            | Candidato                          | Voti                     | %                        |
| ---------------------------------- | ---------------------------------- | ---------------------------------- | ------------------------ | ------------------------ |
|                                    | —                                  | Carlo Turi                         | 4 602                    | 51,66                    |
|                                    | —                                  | Matteo Schilizzi                   | 4 307                    | 48,34                    |
|                                    |                                    |                                    |                          |                          |
| Iscritti                           | Iscritti                           | Iscritti                           | 18 706                   | 100,00                   |
| ↳ Votanti (% su iscritti)          | ↳ Votanti (% su iscritti)          | ↳ Votanti (% su iscritti)          | 9 162                    | 48,98                    |
| ↳ Voti validi (% su votanti)       | ↳ Voti validi (% su votanti)       | ↳ Voti validi (% su votanti)       | 8 909                    | 97,24                    |
| ↳ Schede non valide (% su votanti) | ↳ Schede non valide (% su votanti) | ↳ Schede non valide (% su votanti) | 253                      | 2,76                     |
| ↳ Astenuti (% su iscritti)         | ↳ Astenuti (% su iscritti)         | ↳ Astenuti (% su iscritti)         | 9 544                    | 51,02                    |

### XVII legislatura
Le votazioni si svolsero in 135 collegi plurinominali a doppio turno con la normativa del 1882 (al primo turno un numero di voti maggiore di un ottavo degli iscritti al voto).
| Partito                    | Partito                    | Candidato                  | Risultati 23 novembre 1890 | Risultati 23 novembre 1890 |
| Partito                    | Partito                    | Candidato                  | Voti                       | %                          |
| -------------------------- | -------------------------- | -------------------------- | -------------------------- | -------------------------- |
|                            | —                          | Michele Mazzella           | 4 057                      | 44,80                      |
|                            | —                          | Errico Ungaro              | 3 867                      | 42,71                      |
|                            | —                          | Carlo Turi                 | 3 537                      | 39,06                      |
|                            | —                          | Achille Afan de Rivera     | 3 543                      | 39,13                      |
|                            | —                          | Girolamo Giusso            | 3 465                      | 38,27                      |
|                            | —                          | Pasquale Billi             | 3 458                      | 38,19                      |
|                            | —                          | Carlo Altobelli            | 3 070                      | 33,90                      |
|                            | —                          | Paolo Martinelli           | 2 512                      | 27,74                      |
|                            | —                          | Gioacchino Di Belmonte     | 2 021                      | 22,32                      |
|                            | —                          | Teodoro Contreras          | 921                        | 10,17                      |
|                            |                            |                            |                            |                            |
| Iscritti                   | Iscritti                   | Iscritti                   | 19 407                     | 100,00                     |
| ↳ Votanti (% su iscritti)  | ↳ Votanti (% su iscritti)  | ↳ Votanti (% su iscritti)  | 9 055                      | 46,66                      |
| ↳ Astenuti (% su iscritti) | ↳ Astenuti (% su iscritti) | ↳ Astenuti (% su iscritti) | 10 352                     | 53,34                      |

 La Giunta delle elezioni, a mezzo di un Comitato inquirente, si accertò che nella sezione di Bacoli (con 133 elettori inscritti) non si costituì l'ufficio definitivo ma solamente l'ufficio provvisorio. Poiché, se quegli elettori avessero potuto votare, avrebbero potuto col loro voto spostare la posizione degli ultimi tre eletti e del primo candidato non eletto, così la Giunta propose l'annullamento dell'elezione degli onorevoli Turi, Afan de Rivera e Giusso, e l'invio degli atti d'inchiesta all'autorità giudiziaria. La Camera approvò tali proposte il 15 maggio 1891. Fu indetta l'elezione suppletiva per il 31 maggio 1891
| Partito                    | Partito                    | Candidato                  | Risultati 31 maggio 1891 | Risultati 31 maggio 1891 |
| Partito                    | Partito                    | Candidato                  | Voti                     | %                        |
| -------------------------- | -------------------------- | -------------------------- | ------------------------ | ------------------------ |
|                            | —                          | Pasquale Billi             | 6 470                    | 86,79                    |
|                            | —                          | Achille Afan de Rivera     | 5 894                    | 79,06                    |
|                            | —                          | Carlo Altobelli            | 5 396                    | 72,38                    |
|                            | —                          | Girolamo Giusso            | 188                      | 2,52                     |
|                            |                            |                            |                          |                          |
| Iscritti                   | Iscritti                   | Iscritti                   | 19 549                   | 100,00                   |
| ↳ Votanti (% su iscritti)  | ↳ Votanti (% su iscritti)  | ↳ Votanti (% su iscritti)  | 7 455                    | 38,13                    |
| ↳ Astenuti (% su iscritti) | ↳ Astenuti (% su iscritti) | ↳ Astenuti (% su iscritti) | 12 094                   | 61,87                    |

### XVIII legislatura
Le votazioni si svolsero in 508 collegi uninominali a doppio turno. Come previsto dalla legge elettorale politica del 28 giugno 1892, era eletto al primo turno il candidato che «ha ottenuto un numero di voti maggiore del sesto del numero totale degli elettori iscritti nella lista del collegio e più della metà dei suffragi dati dai votanti» escludendo le schede nulle (art. 74). Se nessun candidato era eletto, al ballottaggio tra i due candidati con più voti (art. 75) era eletto chi otteneva il maggior numero di voti oppure, in caso di ugual numero di voti, il maggiore d'età (art. 77).
| Partito                            | Partito                            | Candidato                          | Risultati 6 novembre 1892 | Risultati 6 novembre 1892 |
| Partito                            | Partito                            | Candidato                          | Voti                      | %                         |
| ---------------------------------- | ---------------------------------- | ---------------------------------- | ------------------------- | ------------------------- |
|                                    | —                                  | Achille Afan de Rivera             | 2 529                     | 98,75                     |
|                                    | —                                  | Voti dispersi                      | 32                        | 1,25                      |
|                                    |                                    |                                    |                           |                           |
| Iscritti                           | Iscritti                           | Iscritti                           | 5 858                     | 100,00                    |
| ↳ Votanti (% su iscritti)          | ↳ Votanti (% su iscritti)          | ↳ Votanti (% su iscritti)          | 2 614                     | 44,62                     |
| ↳ Voti validi (% su votanti)       | ↳ Voti validi (% su votanti)       | ↳ Voti validi (% su votanti)       | 2 561                     | 97,97                     |
| ↳ Schede non valide (% su votanti) | ↳ Schede non valide (% su votanti) | ↳ Schede non valide (% su votanti) | 53                        | 2,03                      |
| ↳ Astenuti (% su iscritti)         | ↳ Astenuti (% su iscritti)         | ↳ Astenuti (% su iscritti)         | 3 244                     | 55,38                     |

### XIX legislatura
Le votazioni si svolsero in 508 collegi uninominali a doppio turno con la normativa del 1892 (al primo turno un numero di voti maggiore di un sesto degli iscritti al voto).
| Partito                            | Partito                            | Candidato                          | Risultati 26 maggio 1895 | Risultati 26 maggio 1895 |
| Partito                            | Partito                            | Candidato                          | Voti                     | %                        |
| ---------------------------------- | ---------------------------------- | ---------------------------------- | ------------------------ | ------------------------ |
|                                    | —                                  | Achille Afan de Rivera             | 2 035                    | 99,03                    |
|                                    | —                                  | Giuseppe De Felice Giuffrida       | 20                       | 0,97                     |
|                                    |                                    |                                    |                          |                          |
| Iscritti                           | Iscritti                           | Iscritti                           | 3 050                    | 100,00                   |
| ↳ Votanti (% su iscritti)          | ↳ Votanti (% su iscritti)          | ↳ Votanti (% su iscritti)          | 2 145                    | 70,33                    |
| ↳ Voti validi (% su votanti)       | ↳ Voti validi (% su votanti)       | ↳ Voti validi (% su votanti)       | 2 055                    | 95,80                    |
| ↳ Schede non valide (% su votanti) | ↳ Schede non valide (% su votanti) | ↳ Schede non valide (% su votanti) | 90                       | 4,20                     |
| ↳ Astenuti (% su iscritti)         | ↳ Astenuti (% su iscritti)         | ↳ Astenuti (% su iscritti)         | 905                      | 29,67                    |

L'onorevole Afan de Rivera decadde dalla carica di deputato perché fu promosso tenente generale il 14 dicembre 1896 e fu indetta un'elezione sduppletiva per il 3 gennaio 1897
| Partito                            | Partito                            | Candidato                          | Risultati 3 gennaio 1897 | Risultati 3 gennaio 1897 |
| Partito                            | Partito                            | Candidato                          | Voti                     | %                        |
| ---------------------------------- | ---------------------------------- | ---------------------------------- | ------------------------ | ------------------------ |
|                                    | —                                  | Achille Afan de Rivera             | 2 533                    | 100,00                   |
|                                    |                                    |                                    |                          |                          |
| Iscritti                           | Iscritti                           | Iscritti                           | 3 061                    | 100,00                   |
| ↳ Votanti (% su iscritti)          | ↳ Votanti (% su iscritti)          | ↳ Votanti (% su iscritti)          | 2 546                    | 83,18                    |
| ↳ Voti validi (% su votanti)       | ↳ Voti validi (% su votanti)       | ↳ Voti validi (% su votanti)       | 2 533                    | 99,49                    |
| ↳ Schede non valide (% su votanti) | ↳ Schede non valide (% su votanti) | ↳ Schede non valide (% su votanti) | 13                       | 0,51                     |
| ↳ Astenuti (% su iscritti)         | ↳ Astenuti (% su iscritti)         | ↳ Astenuti (% su iscritti)         | 515                      | 16,82                    |

### XX legislatura
Le votazioni si svolsero in 508 collegi uninominali a doppio turno con la normativa del 1892 (al primo turno un numero di voti maggiore di un sesto degli iscritti al voto).
| Partito                            | Partito                            | Candidato                          | Risultati 21 marzo 1897 | Risultati 21 marzo 1897 |
| Partito                            | Partito                            | Candidato                          | Voti                    | %                       |
| ---------------------------------- | ---------------------------------- | ---------------------------------- | ----------------------- | ----------------------- |
|                                    | —                                  | Achille Afan de Rivera             | 2 464                   | 99,27                   |
|                                    | —                                  | Voti dispersi                      | 18                      | 0,73                    |
|                                    |                                    |                                    |                         |                         |
| Iscritti                           | Iscritti                           | Iscritti                           | 3 045                   | 100,00                  |
| ↳ Votanti (% su iscritti)          | ↳ Votanti (% su iscritti)          | ↳ Votanti (% su iscritti)          | 2 511                   | 82,46                   |
| ↳ Voti validi (% su votanti)       | ↳ Voti validi (% su votanti)       | ↳ Voti validi (% su votanti)       | 2 482                   | 98,85                   |
| ↳ Schede non valide (% su votanti) | ↳ Schede non valide (% su votanti) | ↳ Schede non valide (% su votanti) | 29                      | 1,15                    |
| ↳ Astenuti (% su iscritti)         | ↳ Astenuti (% su iscritti)         | ↳ Astenuti (% su iscritti)         | 534                     | 17,54                   |

### XXI legislatura
Le votazioni si svolsero in 508 collegi uninominali a doppio turno con la normativa del 1892 (al primo turno un numero di voti maggiore di un sesto degli iscritti al voto).

### XXII legislatura
Le votazioni si svolsero in 508 collegi uninominali a doppio turno con la normativa del 1892 (al primo turno un numero di voti maggiore di un sesto degli iscritti al voto).

### XXIII legislatura
Le votazioni si svolsero in 508 collegi uninominali a doppio turno con la normativa del 1892 (al primo turno un numero di voti maggiore di un sesto degli iscritti al voto).

### XXIV legislatura
Le votazioni si svolsero negli stessi 508 collegi uninominali già esistenti ma, come previsto dal regio decreto del 26 giugno 1913, era eletto al primo turno il candidato che «ha ottenuto un numero di voti maggiore del decimo del numero totale degli elettori del collegio e più della metà dei suffragi dati dai votanti» escludendo le schede nulle (art. 91). Se nessun candidato era eletto, al ballottaggio tra i due candidati con più voti (art. 92) era eletto chi otteneva il maggior numero di voti oppure, in caso di ugual numero di voti, il maggiore d'età (art. 93).

### XXV legislatura
Le votazioni si svolsero in 54 collegi di lista. Come previsto dal regio decreto del 2 settembre 1919, il numero di eletti per ogni lista era calcolato sulla base dei voti di lista e sul numero di voti dei candidati al di fuori della propria lista; la graduatoria tra i candidati era calcolata sommando i voti di lista e i propri voti di preferenza sia nella lista sia fuori dalla lista (art. 84).

### XXVI legislatura
Le votazioni si svolsero in 40 collegi (39 di lista e uno uninominale) con la normativa del 1919 che per i collegi di lista stabiliva il numero di eletti per ogni lista sulla base dei voti di lista e sul numero di voti dei candidati al di fuori della propria lista.
| Partito                            | Partito                            | Risultati 15 maggio 1921 | Risultati 15 maggio 1921 | Risultati 15 maggio 1921 | Seggi | Seggi |
| Partito                            | Partito                            | Voti                     | %                        | ±                        | Num   | ±     |
| ---------------------------------- | ---------------------------------- | ------------------------ | ------------------------ | ------------------------ | ----- | ----- |
|                                    | Liberale democratico               | 64 546                   | 37,79                    | n.d.                     | 7     | n.d.  |
|                                    | Democratico sociale                | 28 173                   | 16,49                    | n.d.                     | 3     | n.d.  |
|                                    | Socialista ufficiale               | 27 860                   | 16,31                    | n.d.                     | 3     | n.d.  |
|                                    | Popolare italiano                  | 25 538                   | 14,95                    | n.d.                     | 3     | n.d.  |
|                                    | Fasci italiani di combattimento    | 12 897                   | 7,55                     | n.d.                     | 1     | n.d.  |
|                                    | Alleanza democratica progressista  | 7 953                    | 4,66                     | n.d.                     | 0     | n.d.  |
|                                    | Comunista                          | 3 854                    | 2,26                     | n.d.                     | 0     | n.d.  |
|                                    |                                    |                          |                          |                          |       |       |
| Iscritti                           | Iscritti                           | 392 637                  | 100,00                   |                          |       |       |
| ↳ Votanti (% su iscritti)          | ↳ Votanti (% su iscritti)          | 172 455                  | 43,92                    | n.d.                     |       |       |
| ↳ Voti validi (% su votanti)       | ↳ Voti validi (% su votanti)       | 170 821                  | 99,05                    |                          |       |       |
| ↳ Schede non valide (% su votanti) | ↳ Schede non valide (% su votanti) | 1 634                    | 0,95                     |                          |       |       |
| ↳ Astenuti (% su iscritti)         | ↳ Astenuti (% su iscritti)         | 220 182                  | 56,08                    |                          |       |       |

| Eletti | Eletti            |
| ------ | ----------------- |
|        | Enrico De Nicola  |
|        | Giovanni Porzio   |
|        | Angelo Pezzullo   |
|        | Francesco Visco   |
|        | Pasquale Improta  |
|        | Giuseppe Beneduce |
|        | Errico Presutti   |
|        | Arturo Labriola   |
|        | Alfredo Sandulli  |
|        | Ferdinando Palma  |
|        | Arnaldo Lucci     |
|        | Bruno Buozzi      |
|        | Corso Bovio       |
|        | Giulio Rodinò     |
|        | Francesco Degni   |
|        | Marco Rocco       |
|        | Raffaele Paolucci |